# Shayne Lamas
Shayne Dahl Lamas (Malibù, 6 novembre 1985) è un'attrice statunitense, conosciuta principalmente per il ruolo di Carly Corinthos nella serie General Hospital e per aver vinto la dodicesima edizione del reality show statunitense The Bachelor.

## Biografia
Lamas è la figlia di Lorenzo Lamas e di Michele Cathy Smith.

### Arresti
Il 14 novembre 2009, fu fermata ad un Sobriety checkpoint a Venice, California. Dopo aver fallito un test all'etilometro fu arrestata per guida in stato di ebbrezza. Dopo il suo arresto, rilasciò un comunicato dove ammetteva di aver consumato alcool la notte dell'arresto, scusandosi per la sua "mancanza di giudizio."
Il 7 dicembre 2009, due giorni prima della comparizione programmata in tribunale, si è dichiarata colpevole del reato minore di "wet reckless." Fu multata per $300, condannata alla libertà vigilata per tre anni e le è stato imposto il completamento del programma L.A. County Morgue.

## Filmografia
- Black Dawn - Alba nera (Black Dawn), regia di John De Bello (1997)
- Renegade - serie TV, 4 episodi (1997 - 1998)
- Tribulation, regia di Andrè Van Herden (2000)
- Spanish Fly, regia di Will Wallace (2002)
- 13 Dead Men, regia di Art Camacho (2003)
- Lost World - Predatori del mondo perduto (Raptor Island), regia di Stanley Isaacs (2004)
- Killing Cupid, regia di Michael Worth (2005)
- Angels with Angles, regia di Scott Edmund Lane (2005)
- Holly, regia di Guy Moshe (2006)
- Disappearences, regia di Jay Craven (2006)
- Monster Night, regia di Leslie Allen e Lorenzo Doumani (2006)
- The 13th Alley, regia di Bobb Hopkins (2008)
- Maggie's Passage, regia di Michael Worth (2009)
- Endless Bummer, regia di Sam Pillsbury (2009)
- Ragazze da sballo (Deep in the Valley), regia di Christian Forte (2009)
- The Voices from Beyond, regia di Tony DeGuide (2012)
- A Talking Cat!?!, regia di David DeCoteau (2013)
- Texas Rising - miniserie, 2 episodi (2015)
- Saving the Tin Man, regia di Zane Tabari (2017)
- The Crossroads of Hunter Wilde, regia di Mike Norris (2019)
- Fearless Faith, regia di Kevin Rushing (2020)
- The Artifice Girl, regia di Franklin Ritch (2022)